# Algar da Batalha
O Algar da Batalha é uma gruta portuguesa localizada na freguesia da Fajã de Cima, concelho de Ponta Delgada, ilha de São Miguel, arquipélago dos Açores.
Esta cavidade apresenta uma geomorfologia de origem vulcânica em forma de tubo de lava com algar localizado em campo de lava.
Este acidente geológico tem uma profundidade de 9,5 m. por um comprimento de 52 m. por uma largura máxima de 5,7 m. por uma altura também máxima de 3,3 m.